# Гней Юлий Вер
Вижте пояснителната страница за други личности с името Вер.
Гней Юлий Вер (на латински: Gnaeus Iulius Verus; * ок. 112, Colonia Claudia Aequum, Далмация; † 180) e римски военачалник и сенатор
Вероятно е син на Гней Миниций Фаустин Секст Юлий Север (суфектконсул 127 г.).
Започва своя cursus honorum при император Адриан като triumvir aere argentio auro flando feriundo. След това през 133 г. е военен трибун в X Железен легион при баща си по време на въстанието на Симон Бар Кохба (132 – 135) в Юдея. След това става квестор, народен трибун, претор. През 142 – 145 г. е легат в XXX Победоносен Улпиев легион във Ветера (дн. Ксантен). През 147 – 150 г. е управител на държавното богатство (praefectus aerari Saturni) и 151 г. суфектконсул. По това време става също и авгур.
Юлий Вер става управител на римската провинция Долна Германия след Публий Салвий Юлиан (151/152 г.). През 154 – 158 г. той е управител на римската провинция Британия и потушава бунт на бригантите. Сменя го Марк Стаций Приск Лициний Италик.
От 163 или 164 г. до 166 г. е главнокомандващ на войската в Сирия. Номиниран е за консул за 180 г., но умира преди да постъпи на тази служба.